# Табија (Торино)
Табија је насеље у Италији у округу Торино, региону Пијемонт.
Према процени из 2011. у насељу је живело 101 становника. Насеље се налази на надморској висини од 233 м.